# Bolinichthys distofax
Espèce
Bolinichthys distofax est une espèce des poissons téléostéens.

## Référence
Johnson : A New Myctophid Fish, Bolinichthys distofax, from the Western and Central North Pacific Ocean, with Notes on Other Species of Bolinichthys. Copeia, Vol. 1975, No. 1, 53-60